# Понтийское царство
Понти́йское царство (греч. Βασίλειον του Πόντου), или Понтийская империя (греч. Ποντιακή Αυτοκρατορία) — эллинистическое государство в Малой Азии в 302 до н. э. — 62 н. э. на южном берегу Понта Эвксинского. Официальным языком царства был древнегреческий.

## История
Основано Митридатом (имя персидского происхождения) в Пафлагонии (Южное Причерноморье) на границе двух эллинистических государств: Древней Македонии и Империи Селевкидов. Наибольшего размера достигло при Митридате VI (132—63 до н. э.), присоединившем Вифинию, Каппадокию, Колхиду, греческие колонии Тавриды и на короткое время захватившем римскую провинцию Азию, Фракию и Македонию. Флот Понтийского царства овладел Кикладами. На некоторое время эллины (в том числе Афины), колхи, тавры, скифы и сарматы выступали союзниками Понта. Столицей Понтийского царства стал Пергам. После окончательного поражения в войнах с Римской республикой западная часть государства была обращена в провинцию Вифиния и Понт (Bithynia et Pontus), а восточная стала клиентским царством.

### Клиентское царство и римская провинция
Большая часть западного Понта и греческих городов на побережье, включая Синопу, вошли в состав римской провинции Вифиния и Понт. Внутренняя часть страны и западный берег стали независимым клиентским царством. Боспорское царство под властью Фарнака II осталось союзником и другом Рима, Колхида также стала клиентским царством. Позже Фарнак попытался отвоевать Понт, вторгнувшись в Азию во время гражданской войны между Гнеем Помпеем и Юлием Цезарем (48 год до н. э.). Он смог занять Колхиду, Малую Армению, Понт и Каппадокию, одолев римскую армию при Никополе. Цезарь одолел армию боспорского царя в битве при Зеле, благодаря которой возникла крылатая фраза «Veni vidi vici» (Пришёл, увидел, победил).
Понтийские цари продолжали править Понтийским царством, Колхидой и Киликией вплоть до 62 года н. э., когда император Нерон выдвинул претензии на трон Понта, оправдывая это родством Полемона II и Антония. Под этим предлогом Рим в том же году аннексировал Понт, который вошёл в состав римской провинции Галатия.

## Географические и культурные особенности

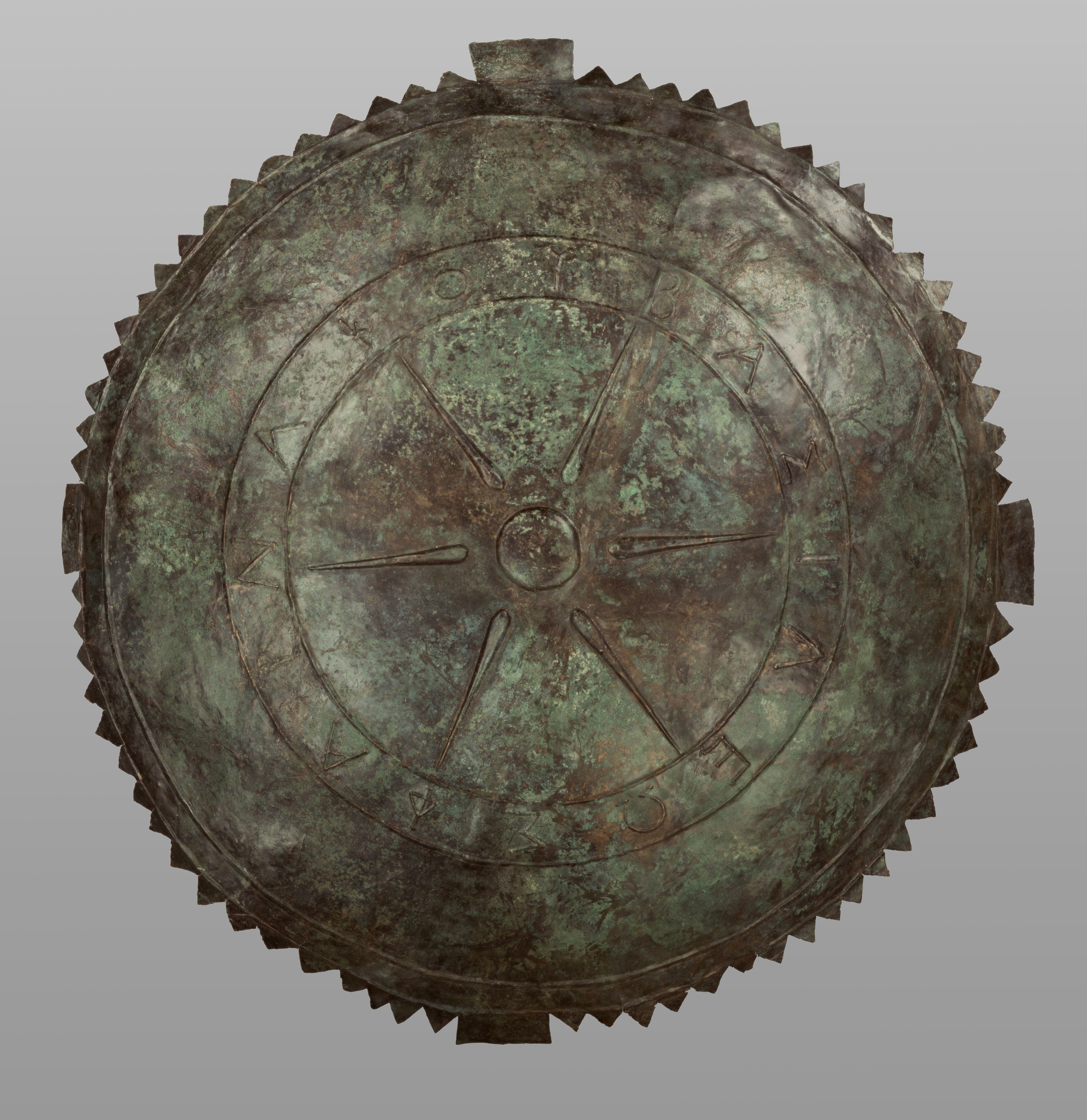
Понтийский бронзовый щит с именем царя «Фарнака»

Понтийское царство было разделено на две части: прибрежную и нагорную, разделявшиеся между собой Понтийскими Альпами, проходившими параллельно побережью Чёрного моря. В прибрежном регионе, над которым доминировали греческие колонии Амастрида и Синоп, выращивали оливки, ловили рыбу. Во внутренних районах добывали серебро и железную руду. Главным городом здесь была Амасья, первая столица Понта.
Между регионами существовали культурные различия — побережье было грекоязычным, внутренние районы населялись анатолийскими племенами под управлением элиты иранского происхождения.
Религия была синкретичной — божества сочетали местные, персидские и греческие черты. Главными богами были Ахурамазда, отождествлявшийся с греческим Зевсом, бог Луны Мен и богиня плодородия Ма, также известная как  Кибела. Последний понтийский царь ради женитьбы принял иудаизм.

## Армия

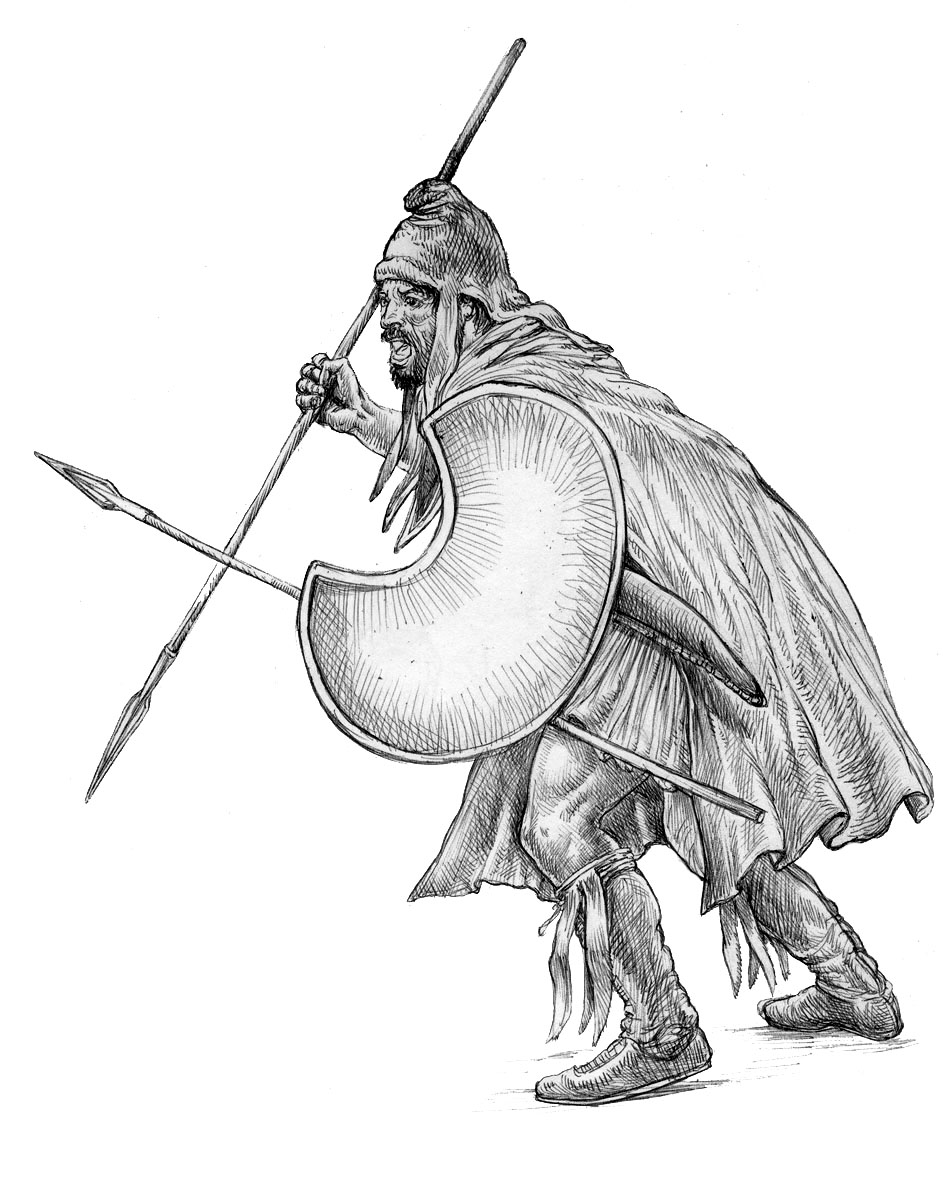
Фракийский пельтаст

Понтийская армия могла выставить до 250 тыс. пехотинцев (гоплиты) с щитами, железными панцирями, мечами, шлемами и копьями (Сариса), 40 тыс. всадников и 130 серпоносных колесниц (с лезвиями на колёсах). Пехотинцы практиковали македонскую тактику фаланги. Существовали отряды лучников и мощный флот на манер греческого (300 трирем). Особо выделялись в понтийской армии ополчения покорённых городов, а также скифов и мидийцев. Плутарх называет имена понтийских полководцев: Архелай, Таксил, Дорилай.